# Autoroute A-83 (Espagne)
Pour les articles homonymes, voir A83.
L'autoroute espagnole A-83 est une autoroute en projet qui reliera Badajoz dans l'Estrémadure à Huelva. 
L'autoroute A-83 va doubler la N-435 pour desservir les différentes villes de son tracé. Actuellement pour relier ces villes par autoroute il faut faire un long détour par Séville.
Il est prévu qu'elle absorbe un trafic constant de 10 000 véhicules par jour en 2020.

## Référence et lien
- Nomenclature